# Soubran
Soubran là một xã trong tỉnh tổng Mirambeau trong tỉnh Charente-Maritime trong vùng Nouvelle-Aquitaine, tây nam nước Pháp. Xã Soubran nằm ở khu vực có độ cao từ 38-208 mét trên mực nước biển.

## Lịch sử biến động dân số
| Năm  | Dân số | Mật độ | Phần trăm của tổng |
| ---- | ------ | ------ | ------------------ |
| 1962 | 350    | -      | -                  |
| 1968 | 364    | -      | -                  |
| 1975 | 316    | -      | -                  |
| 1982 | 330    | -      | -                  |
| 1990 | 328    | -      | -                  |
| 1999 | 360    | 27/km² | 4.99%              |